# Frontalin
Frontalin ist eine natürlich vorkommende organische Verbindung. Es handelt sich um ein Terpenoid und Acetal und wirkt bei Borkenkäfern und Elefanten als Pheromon.

## Vorkommen

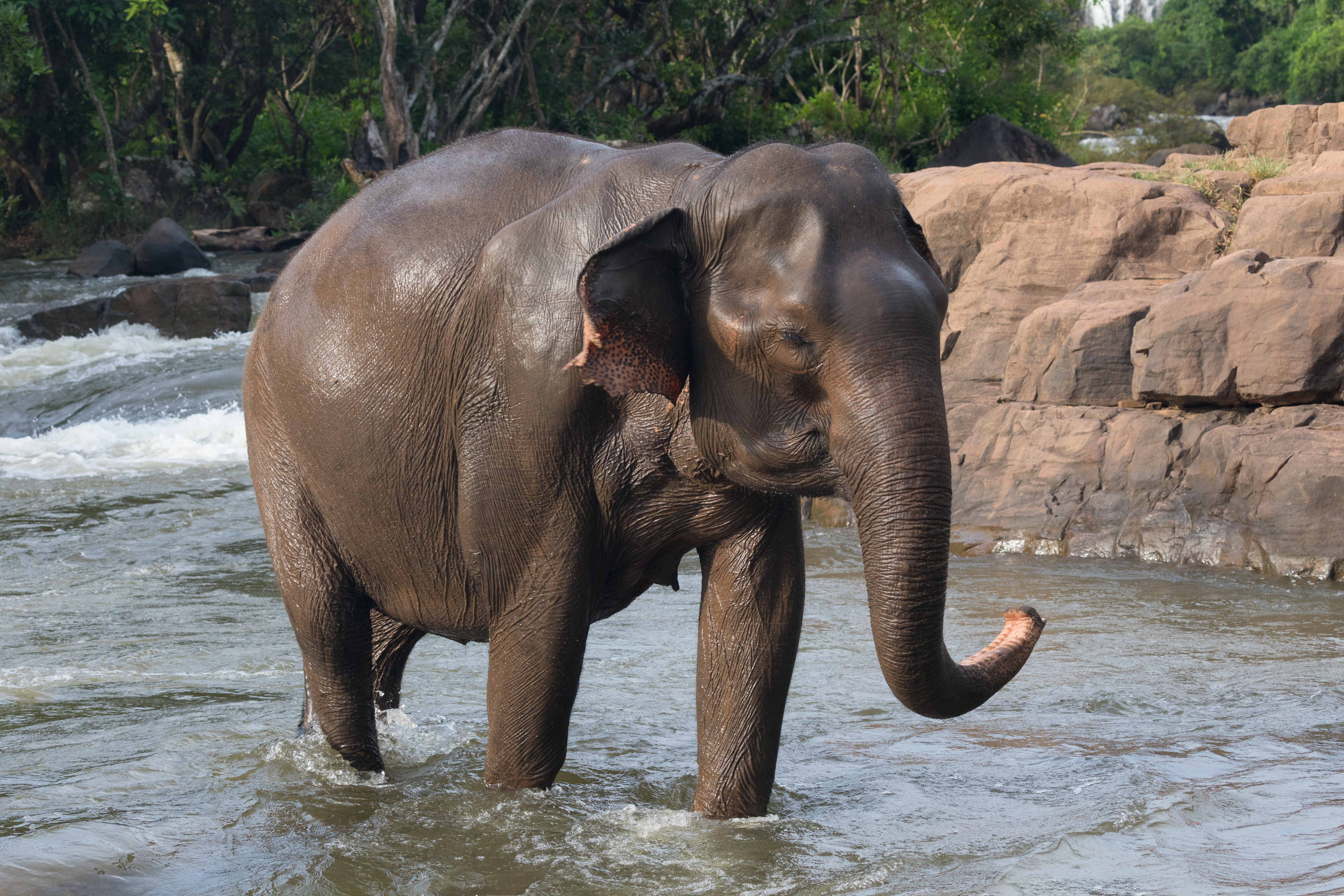
Asiatischer Elefant in Laos

Frontalin kommt als Aggregationspheromon bei Borkenkäfern der Gattung Dendroctonus vor. Dazu gehören Dendroctonus frontalis (Southern Pine Beetle) und Dendroctonus brevicomis (Western Pine Beetle), sowie Dendroctonus ponderosae (Bergkiefernkäfer). Biologisch aktiv ist meist das (–)-Frontalin. Zum Teil kommt jedoch auch (+)-Frontalin vor. Bei Dendroctonus frontalis bildet das Weibchen hauptsächlich (–)-Frontalin, das Männchen hauptsächlich (+)-Frontalin. Bei Dendroctonus rufipennis ist die Verteilung umgekehrt.
Neben dem Vorkommen in Insektenpheromonen, dient es auch bei Asiatischen Elefanten als Pheromon. Es wird von erwachsenen männlichen Elefanten in der Musth abgesondert, wobei die Menge mit dem Alter zunimmt. Es zeigt die Paarungsbereitschaft an, worauf insbesondere Weibchen reagieren, die ebenfalls paarungsbereit sind, da sie sich im passenden Stadium des Sexualzyklus befinden.

## Biosynthese
Viele Pheromone in Borkenkäfern sind von Terpenen aus den Wirtspflanzen abgeleitet, dies ist bei Frontalin jedoch nicht der Fall. Die Biosynthese in Dendroctonus jeffreyi und anderen Arten der Gattung wurde mittels Isotopenmarkierungen untersucht. Ausgangspunkt der Biosynthese ist vermutlich Acetat. Wahrscheinliche Intermediate sind Geranylpyrophosphat und 6-Methyl-6-hepten-2-on.

## Synthese
Beide Enantiomere des Frontalins können ausgehend vom Ester des 8-Phenylmenthols mit Brenztraubensäure hergestellt werden. Die Alkoholkomponente dient als chirales Auxiliar. An das Edukt kann in Gegenwart von Lithiumperchlorat Methylmagnesiumbromid addiert werden. Die so erhaltene Hydroxygruppe kann mit dem Cornforth-Reagenz (Pyridiniumdichromat) oxidiert werden, um anschließend eine Grignard-Verbindung zu addieren, die aus 5-Brom-2-methylpent-1-en hergestellt wird. Durch Reduktion mit Lithiumaluminiumhydrid wird das chirale Auxiliar abgespalten und ein Diol erhalten. Reaktion mit Ozon und reduktive Aufarbeitung mit Dimethylsulfid ergibt (−)-Frontalin. Durch Tauschen der Grignard-Reagenzien, das heißt, indem Methylmagnesiumbromid als zweites addiert wird, kann das (+)-Frontalin hergestellt werden.
Eine alternative Synthese beginnt mit einer Diels-Alder-Reaktion von Methylvinylketon und Methylmethacrylat. Der Methylester kann durch Lithiumaluminiumhydrid zur Hydroxymethylgruppe reduziert werden. Durch Oxymercurierung mit Quecksilber(II)-acetat und Kaliumhydroxid / Natriumborhydrid kann die Doppelbindung hydroxyliert werden, und das Intermediat cyclisiert direkt zu Frontalin.